# 皮索河畔圣伊莱尔
皮索河畔圣伊莱尔（法語：Saint-Hilaire-sur-Puiseaux，法語發音：[sɛ̃.t‿ilɛʁ syʁ pɥizo]）是法国卢瓦雷省的一个市镇，位于该省东部，属于蒙塔日区。

## 地理
皮索河畔圣伊莱尔（47°54'6"N, 2°42'19"E）面积11.34 平方千米，位于法国中央-卢瓦尔河谷大区卢瓦雷省，该省份为法国中北部省份，北起埃松省，西北接厄尔-卢瓦省，西南接卢瓦-谢尔省，南至涅夫勒省和谢尔省，东临约讷省，东北接塞纳-马恩省。
与皮索河畔圣伊莱尔接壤的市镇（或旧市镇、城区）包括：维莫里、韦尼松河畔莫尔芒、加蒂奈地区乌苏瓦、乌祖埃德尚、索尔泰尔、瓦雷讷-尚日。

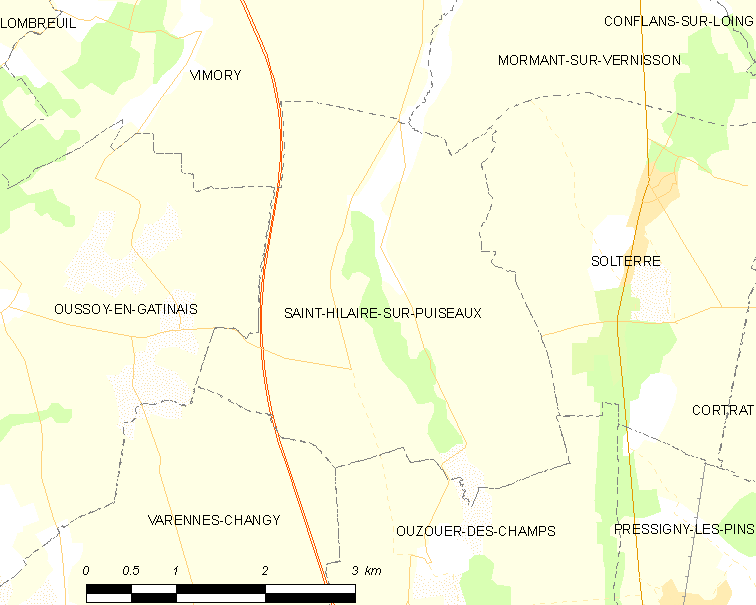
皮索河畔圣伊莱尔的OSM定位图

皮索河畔圣伊莱尔的时区为UTC+01:00、UTC+02:00（夏令时）。

## 行政
皮索河畔圣伊莱尔的邮政编码为45700，INSEE市镇编码为45283。

## 政治
皮索河畔圣伊莱尔所属的省级选区为洛里斯县。

## 人口

1962-2008年间皮索河畔圣伊莱尔人口变化图示

皮索河畔圣伊莱尔于2022年1月1日时的人口数量为154人。